# Reaktywność chemiczna
Reaktywność chemiczna – zdolność związków lub pierwiastków chemicznych do wejścia w reakcję chemiczną z innym związkiem lub pierwiastkiem. Zależy ona zazwyczaj od struktury powłok elektronowych reagentów oraz od wartości ich energii aktywacji.
Przykładowo wysoce reaktywne są litowce.